# Bill White
William Howard "Bill" White (n. San Antonio, Texas; 16 de junio de 1954) es un político estadounidense miembro del Partido Demócrata de los Estados Unidos.

## Vida personal

### Esposa
Andra White, es una premiada escritora y filántropa estadounidense.
Hija de Arthur John Ferguson (1917-2008) y Patsi Ferguson; nació en Baton Rouge, capital del estado de Luisiana.
En los años 50, se mudó junto a su familia a Houston, y allí estudió en el Memorial High School.
Se licenció de Derecho en la universidad de Texas, y trabajó en el bufete de abogados Locke Lord Bissell & Liddell.
Su primera obra, Sobrevivir a la Antártida (2005), era una novela de aventura para adolescentes, y fue premiada con el Golden Spur Award y nominada para el Texas Bluebonnet. 
En 2006, ganó el Premio de Literatura Infantil Golden Spur.

### Hijos
Bill White, ha tenido junto a Andrea White tres hijos: Will, Elena y Stephen White.
Stephen, a los 15 años, juega en un equipo de baloncesto, y está entre los 12 mejores de la ciudad.
Elena, está licenciada en la universidad Rice.

## Estudios
Tras terminar los estudios secundarios en el Instituto Churchill, asistió a universidad de Harvard, gracias a una beca de la Legión Estadounidense, y obtuvo el cum laude con la licenciatura de Economías.
Después asistió a la facultad de Derecho de la universidad de Texas, donde se graduó con altos honores.
Trabajó en un bufete de abogados líder de Houston, desde 1979 hasta 1993.
Desde 1995 hasta 1998, fue presidente del Partido Demócrata.